# جاده ملی ۱ فنلاند
جاده ملی فنلاند ۱ (به انگلیسی: Finnish national road 1)، (فنلاندی: Valtatie 1 یا فنلاندی: Ykköstie; سوئدی: Riksväg 1) مسیر اصلی بین شهرهای بزرگ هلسینکی و تورکو در جنوب فنلاند است. این جاده از مونکنیمی در هلسینکی تا ناحیه ششم تورکو امتداد دارد و بخشی از جاده ئی۱۸ اروپا است. این جاده در تمام طول خود یک آزادراه است.
بخش اول این بزرگراه در دهه ۱۹۶۰ بین مرکز هلسینکی و حلقه سوم ساخته شد و در دهه ۱۹۷۰ تا لوهیانهاریو گسترش یافت. در انتهای دیگر جاده، بزرگراه از شرق تورکو تا لاهنایروی نزدیک سوئمویروی امتداد دارد. در سال ۲۰۰۵، بخشی از بزرگراه بین لوهیانهاریو و لوهیا افتتاح شد. آخرین بخش بزرگراه (Lahnajärvi–Lohjanharju) در ۲۸ ژانویه ۲۰۰۹ افتتاح شد. این بخش از بزرگراه شامل پنج تونل با مجموع ۵٫۲ کیلومتر (۳٫۲ مایل) است. طولانی‌ترین تونل (۲٬۲۳۰ متر یا ۷٬۳۲۰ فوت، دو دهانه) همچنین دومین تونل طولانی جاده‌ای در فنلاند است.

## مسیر

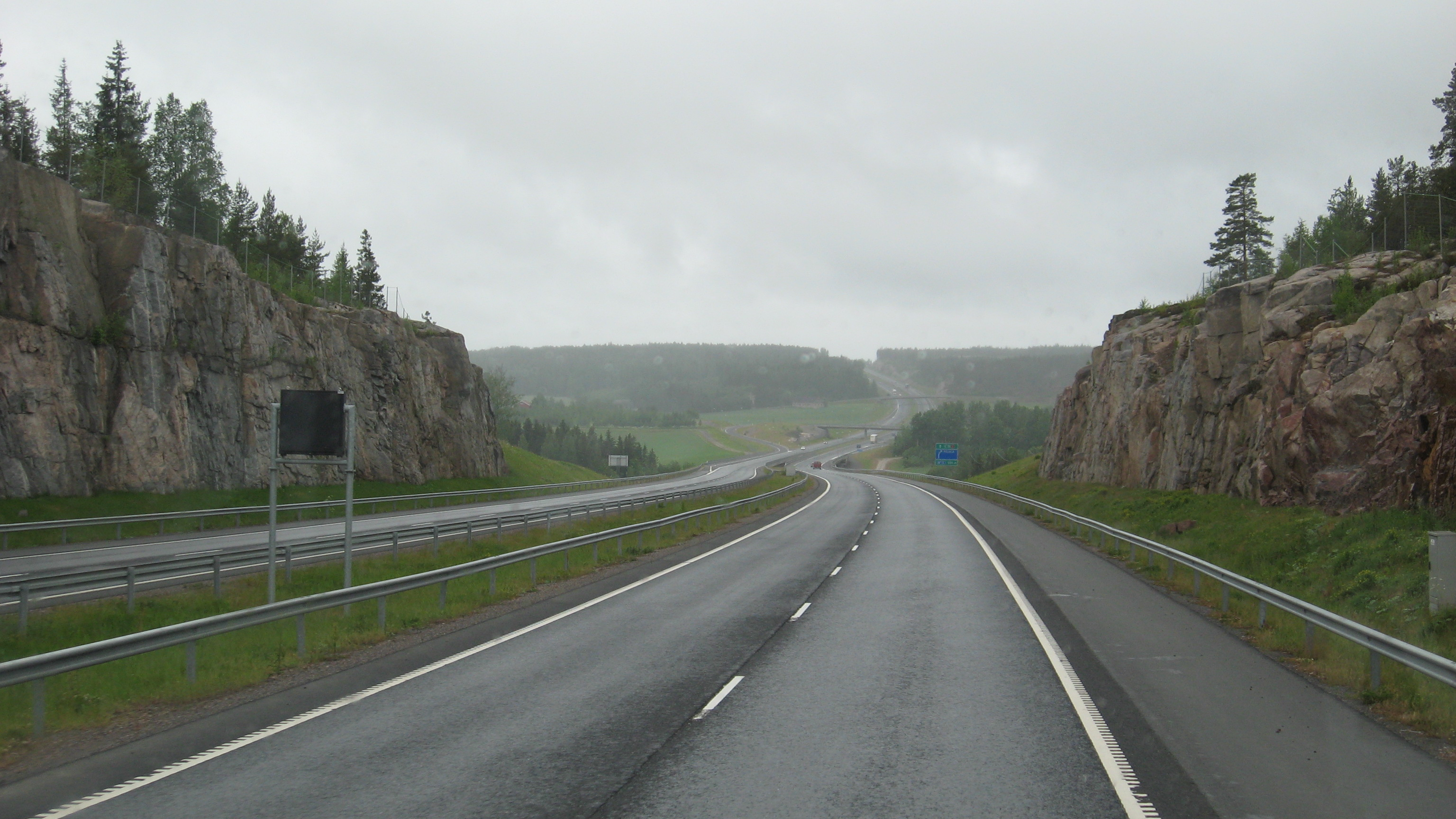
جاده ملی ۱

جاده از مناطق زیر می گذرد:
- هلسینکی
- اسپو
- کیرکونومی (ویکولا)
- ویهتی
- لوهیا
- سالو
- پایمیو
- کارینا
- تورکو